# Autoportrait au chapeau
Pour les articles homonymes, voir Autoportrait (homonymie).
L'Autoportrait au chapeau est un tableau réalisé par Paul Gauguin à la suite de son voyage à Tahiti en 1892. 
L'artiste se représente dans son atelier parisien.

## Description
Au premier plan, nous retrouvons le peintre vêtu de noir et habillé d’un chapeau. Il s’agit d’un cadrage coupé à la poitrine. Il est sûrement assis. Les épaules ouvertes vers sa droite, la tête tournée vers sa gauche, de trois quarts. Il semble regarder le spectateur : sa position révèle l’opposition entre ses épaules et sa tête. Le corps est dirigé vers la droite symbolisant le temps futur alors que son visage paraît regarder son passé, ici représenté par les objets rapportés de Tahiti (tableau de Manao Tupapau et paréo).
Au deuxième plan, la poutre jaune apparaît en évidence et dans la lumière. Elle est la ligne de tension qui sépare le tableau en deux. À gauche du peintre, on trouve le passé marqué par des événements, des objets. À sa droite, il s'agit d'un espace (triangle vert) rendu impalpable puisqu’il ne peut prévoir les prochains événements de sa vie. Cette poutre dessine une arête radicale entre passé et présent-futur.
À sa gauche, on note la présence d’une nappe bleue à motifs floraux recouvrant la table : c’est en réalité un paréo.
Au troisième plan nous retrouvons Manao Tupapau : tableau emblématique qui est le portrait de son amante à Tahiti.

## Analyse
En abordant la composition de l’Autoportrait au chapeau, on ressent la forte présence des lignes diagonales (poutre, inclinaison des épaules) qui indiquent une organisation oblique. Ces deux droites se croisent perpendiculairement et illustrent l’état d’esprit de l’artiste. Celui-ci souhaite aller vers l’avenir mais semble enclin à une certaine nostalgie. Son visage est tourné du côté de ses objets de Tahiti. 
En effet le tableau de l’arrière-scène Manao Tupapau est une de ses œuvres réalisé en 1892 lors de son séjour à Tahiti. Il le considère comme le plus représentatif de l’aspect exotique et le meilleur de ses tableaux réalisés sur cette île.
Le paréo couvrant la table au second plan est le même qui recouvre le lit dans Manao Tupapau : une mise en abyme qui s’apparente donc à un lien spatio-temporel évident. Gauguin ne peut s’empêcher de s’attacher à ce qu’il a vécu là-bas. Son passé est totalement fondu dans le présent.
Paul Gauguin fait part de sa position d’homme sensible et fragile face à la fois à ce qu’il a vécu et à ce qui l’attend maintenant. Le futur l’attend mais il se laisse vite rattraper par la nostalgie d’un passé proche.
Son corps est tourné vers la lumière à sa droite. Nul ne sait ce que l’avenir lui réserve : il faut l’affronter. Et pourtant son visage, son esprit sont tournés vers ce qu’il a vécu, ce qu’il a défendu.
Son voyage à Tahiti marque une partie de sa vie : le colonialisme l’horrifie. Il entame alors une lutte, à sa façon pour que ce fléau n’anéantisse pas toutes les coutumes polynésiennes. C’est dans sa peinture qu’il désire faire hommage aux arts polynésiens en s’inspirant de leurs motifs.
C’est un homme également fasciné par les vahinés ou femmes de Polynésie. Leur physique différent des normes occidentales suscite chez le peintre l’idée de ce qu’a dû être la femme originelle, l’Ève primitive. Il admire leur naturel, sans aucun artifice superflu. Par là, il remet en cause le monde occidental, qui de son point de vue, avec la forte industrialisation, se déshumanise. Tout homme se pose la question de son origine, ainsi en s’aventurant sur Tahiti, le peintre semble rechercher son identité, son origine. Pour lui, la femme incarnée en ces Ève tahitiennes semblerait être l’origine du monde. Courbet s’intéresse d’ailleurs déjà à cette question en 1866 avec son Origine du monde.
L'origine du monde pour Gauguin était un monde sain. Ainsi idéalisant Tahiti comme terre originelle, il défend cette contrée pour ses valeurs plus saines que celles qu’il connaît en Europe. En s’installant dans un village là-bas, il souhaite rentrer en harmonie avec leur mode de vie.
Par conséquent, on observe dans son style pictural, une épuration, une simplification formelle insufflée par les arts māori, mais qui naturellement aussi découle du dépouillement d’artifice dans le mode de vie des Polynésiens.
Tout en étant un portrait psychologique, Gauguin essaie de faire partager son expérience à travers les formes et les couleurs rapportées dans ses tableaux. Il cherche à faire sentir et voir les choses les plus simples. Il dit de prendre le temps de développer ses sens, ne pas les perdre, car sinon on se déshumanise. L’Occidental engloutit les choses qui lui sont données, le Polynésien va à la rencontre de ses choses, les apprivoise. L’Occidental se cache derrière diverses parures. Le Polynésien n’a rien a cacher, il s’assume toujours en harmonie avec son environnement. 
Gauguin montre le combat de sa vie, ce en quoi il croit. Il se battra d’ailleurs jusqu’à la fin de sa vie pour défendre la cause des Polynésiens.